# Coupe de l'EHF féminine 1996-1997
Navigation
Coupe de l'EHF 1995-1996 Coupe de l'EHF 1997-1998
La Coupe de l'EHF 1996-1997 est la seizième édition de la Coupe de l'EHF féminine, compétition de handball créée en 1981 et organisée par l'EHF.

## Formule
La coupe de l'EHF est aussi appelée la C3. Il faut pour chaque équipe engagée franchir les cinq tours de l’épreuve pour brandir le trophée. Toutes les rencontres se déroulent en matches aller-retour.
La coupe de l'EHF intègre trente-deux équipes qualifiées par leurs fédérations nationales lors des seizièmes de finale.

## Demi-finales
| Date Aller   | Club                     | Aller | Total | Retour | Club             | Date Retour  |
| ------------ | ------------------------ | ----- | ----- | ------ | ---------------- | ------------ |
| 29 mars 1997 | Borussia Dortmund        | 26-16 | 45-36 | 19-20  | HC Otelul Galati | 5 avril 1997 |
| 30 mars 1997 | Robit Olimpija Ljubljana | 21-17 | 47-41 | 26-24  | Vasas Budapest   | 6 avril 1997 |

## Finale
| Date Aller | Club                     | Aller | Total | Retour | Club              | Date Retour |
| ---------- | ------------------------ | ----- | ----- | ------ | ----------------- | ----------- |
| 4 mai 1997 | Robit Olimpija Ljubljana | 26-18 | 52-48 | 26-30  | Borussia Dortmund | 11 mai 1997 |

## Les championnes d'Europe
| Championne Coupe d'Europe EHF 1997 Robit Olimpija Ljubljana 1er titre |